# Johann Franz Ludwig Koch
Johann Franz Ludwig Koch (* 11. August 1791 in Minden; † 26. Januar 1850 ebenda) war ein deutscher Jurist, Autor und Abgeordneter.
Er besuchte das Gymnasium in Minden und studierte dann ab 1808 Philologie in Göttingen. Er musste wegen Zugehörigkeit zu einer landsmannschaftlichen Verbindung Westfalen verlassen und wechselte zu einem Verwandten nach Altona. Von 1810 bis 1811 studierte er Rechtswissenschaften in Halle und 1812 in Dijon. Nach dem Studium war er im Justizdienst tätig. Er wurde 1817 Justizkommissar und Notar in Minden. Später wurde er mit dem Titel eines Justizrates geehrt.
1841 bis 1845 war er Mitglied im Provinziallandtag der Provinz Westfalen. 1842 bis 1848 gehörte er den Vereinigten ständischen Ausschüssen in Berlin an.
Daneben war er als Autor tätig:
- Situationen. Schulz, Hamm 1822–1824 [Bd. 1: Gedichte; Bd. 2: Vermischte Schriften].
- Unselbständige Veröffentlichungen in: Morgenbl. – Berliner Gesellschafter – Berliner Freimüthiger – Mindener Sonntagsbl. 1817ff.
- Als Herausgeber: J.P. Textier: Reise durch Spanien und Portugal und von da nach England. 1. Abt. Wundermann, Hamm 1825.